# Cyathea planadae
Cyathea planadae là một loài dương xỉ trong họ Cyatheaceae. Loài này được N.C. Arens & A.R. Sm. mô tả khoa học đầu tiên năm 1998.
Danh pháp khoa học của loài này chưa được làm sáng tỏ. 